# Hotel Perk (Šumperk)
Hotel Perk (dříve Hotel Grand) je hotel v centru Šumperku zbudovaný v letech 1931–1932.

## Historie
Hotel s tehdejším názvem Grand vznikl jako významná budova sloužící návštěvníkům a turistům na křižovatce Hlavní třídy a ulice 17. listopadu v Šumperku. Hotel byl zbudován v letech 1931–1932 ve funkcionalistickém slohu, jeho architektem byl olomoucký architekt Tomáš Šipka. V letech 1965–1967 prošel architektonickou úpravou. V přízemí budovy se nacházela prodejna firmy ASO, v prvním patře kavárna.
Budovu koupil podnikatel Ondřej Veselovský, v roce 2020 zahájil jeho proměnu. Nevyužívaný hotel byl v roce 2023 zrekonstrukován do nové podoby a získal také nový název Hotel Perk. Ten nabízí 35 pokojů až pro 78 hostů. Součástí hotelu je restaurace a wellness na střeše budovy. Na architektonickém konceptu pracovala designérka Lucie Koldová.

## Galerie

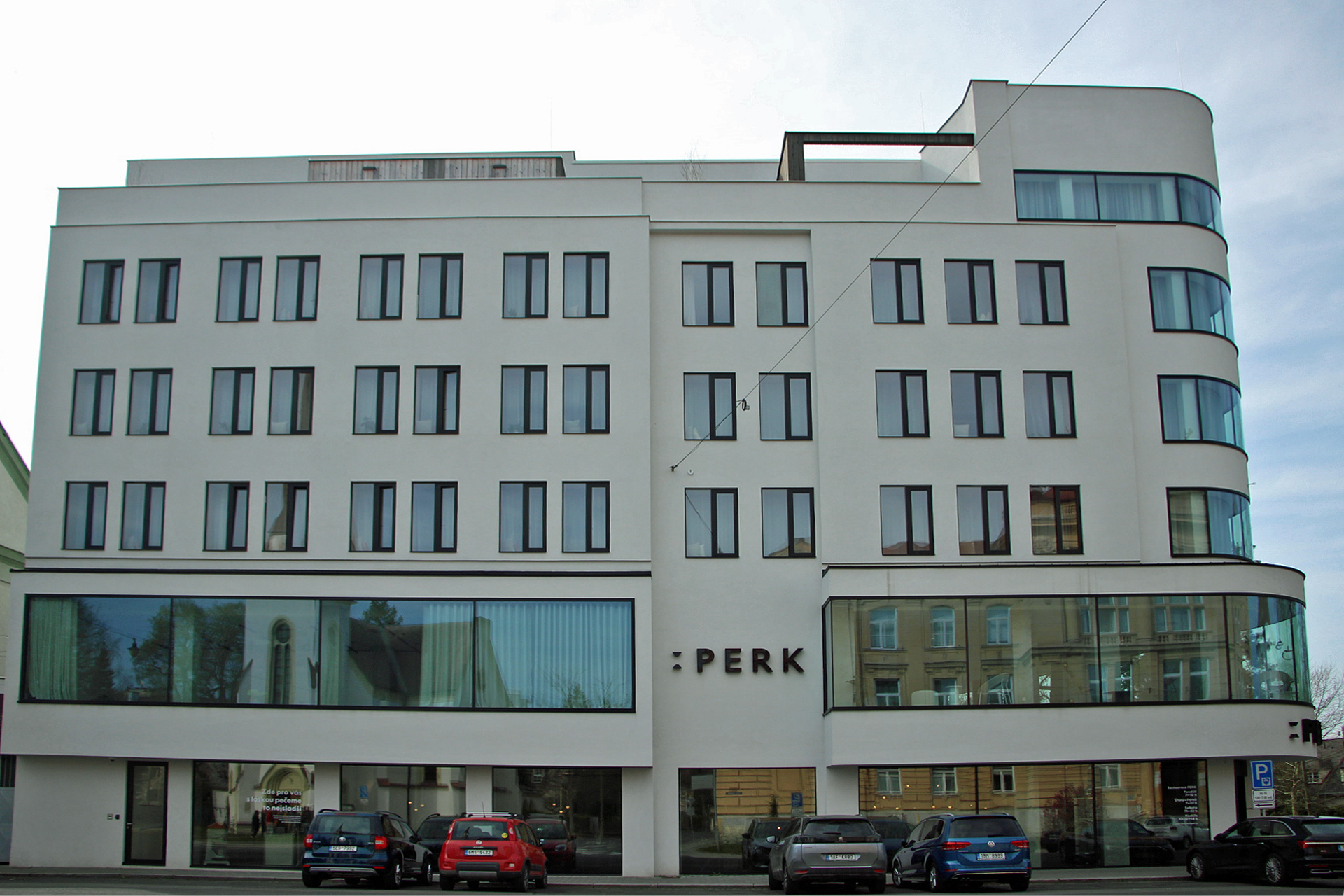
Boční pohled z ulice 8. května
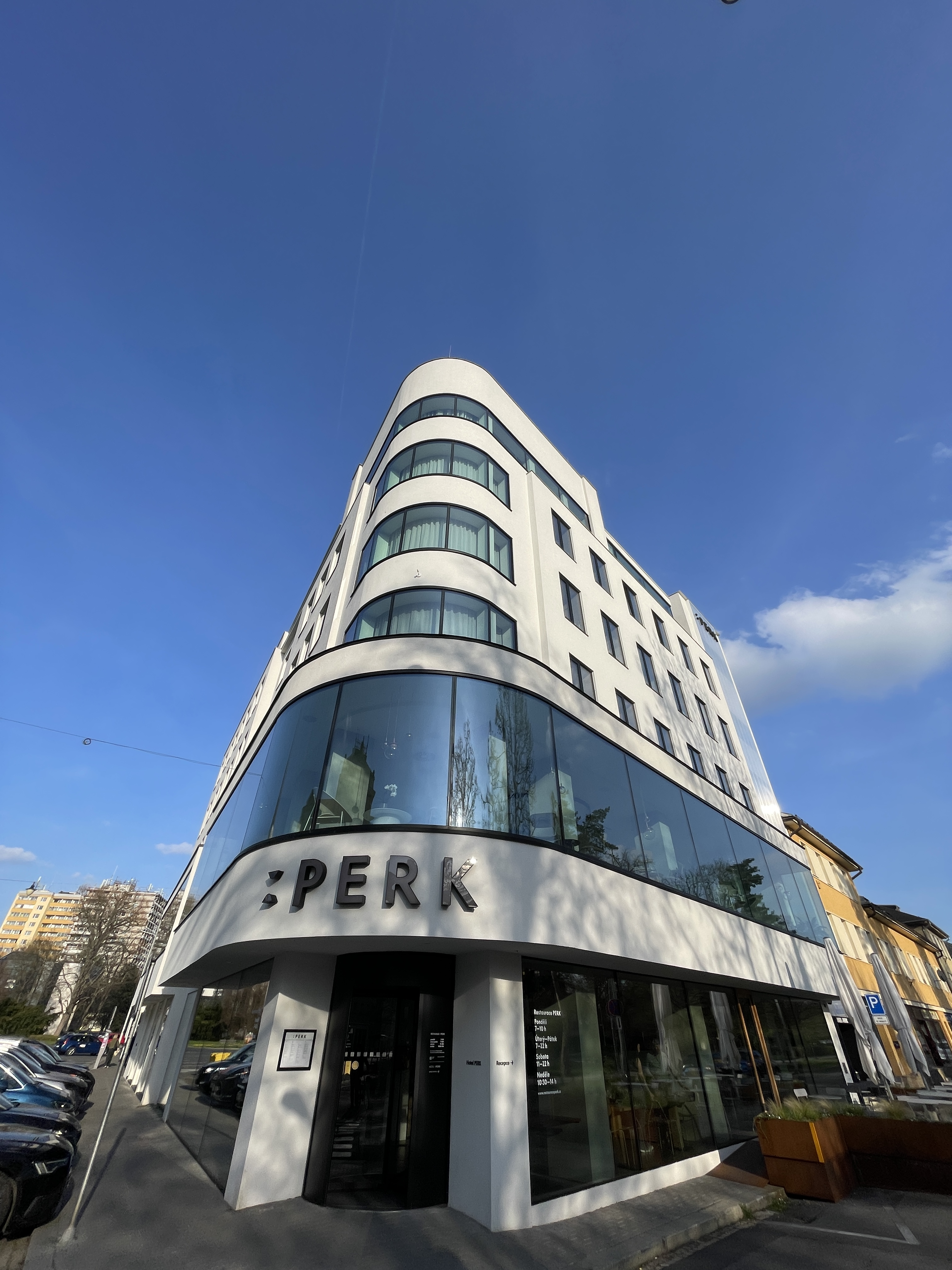
Průčelí
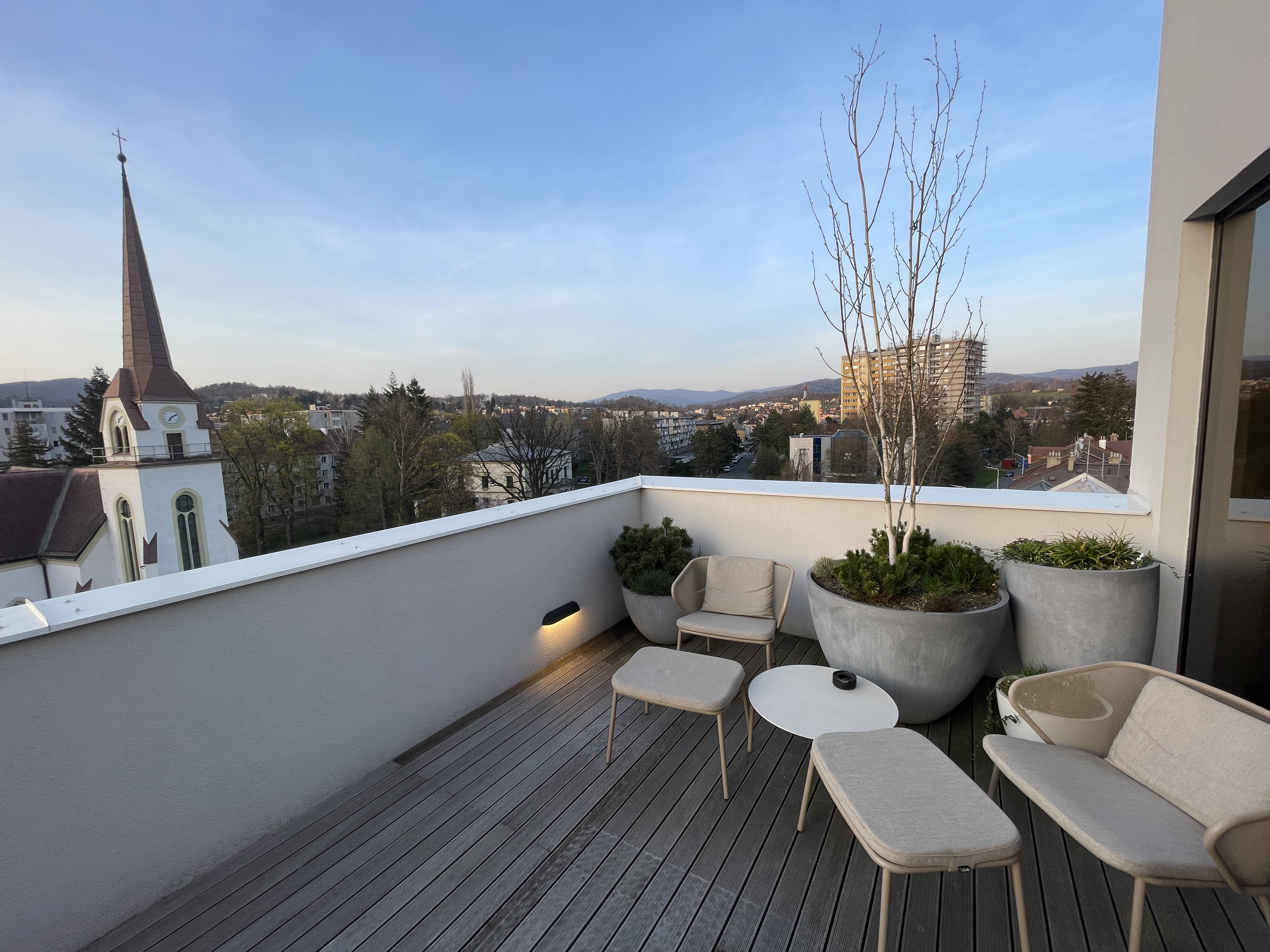
Terasa hotelu
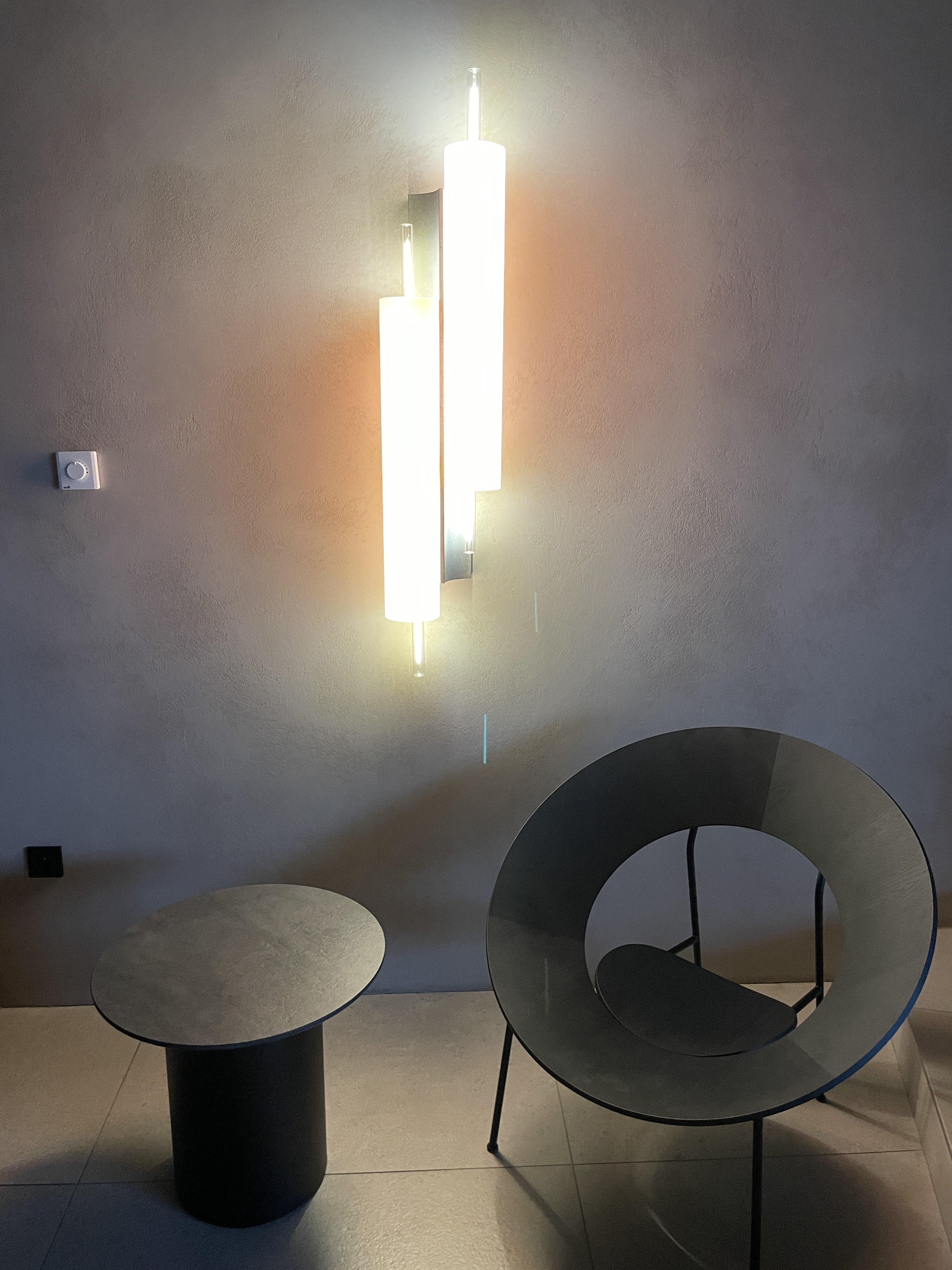
Designový detail interiéru
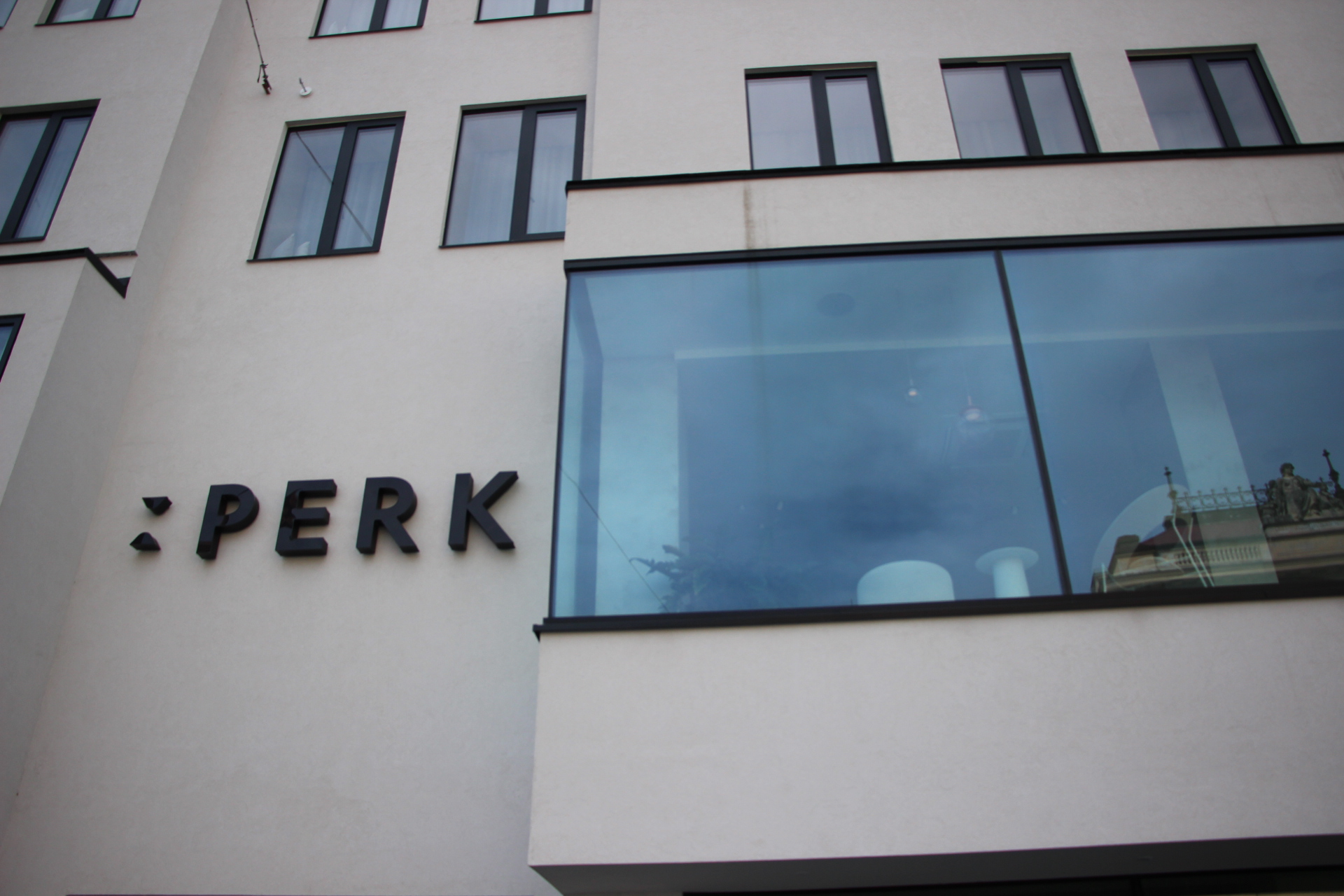
Detail exteriéru
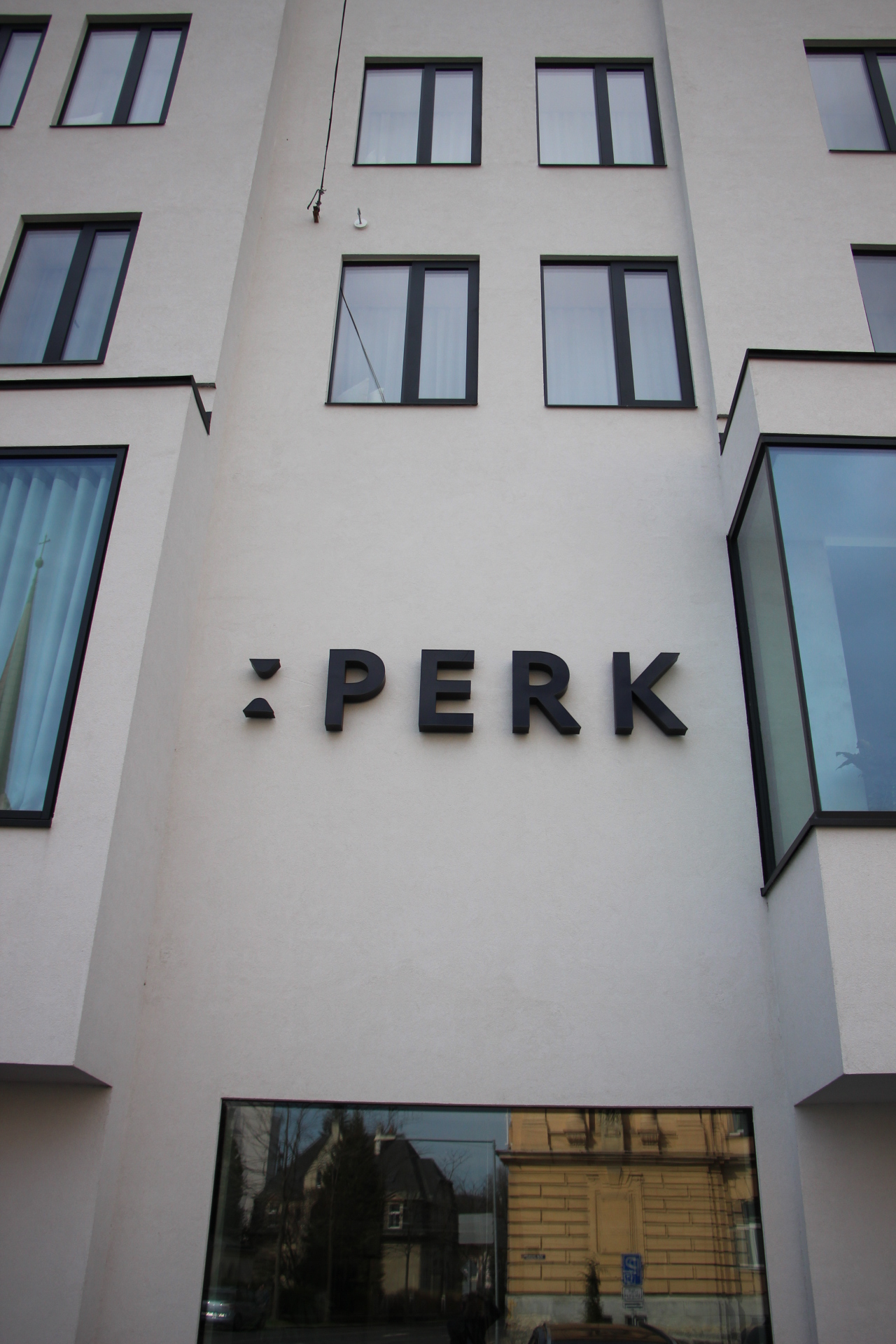
Detail loga
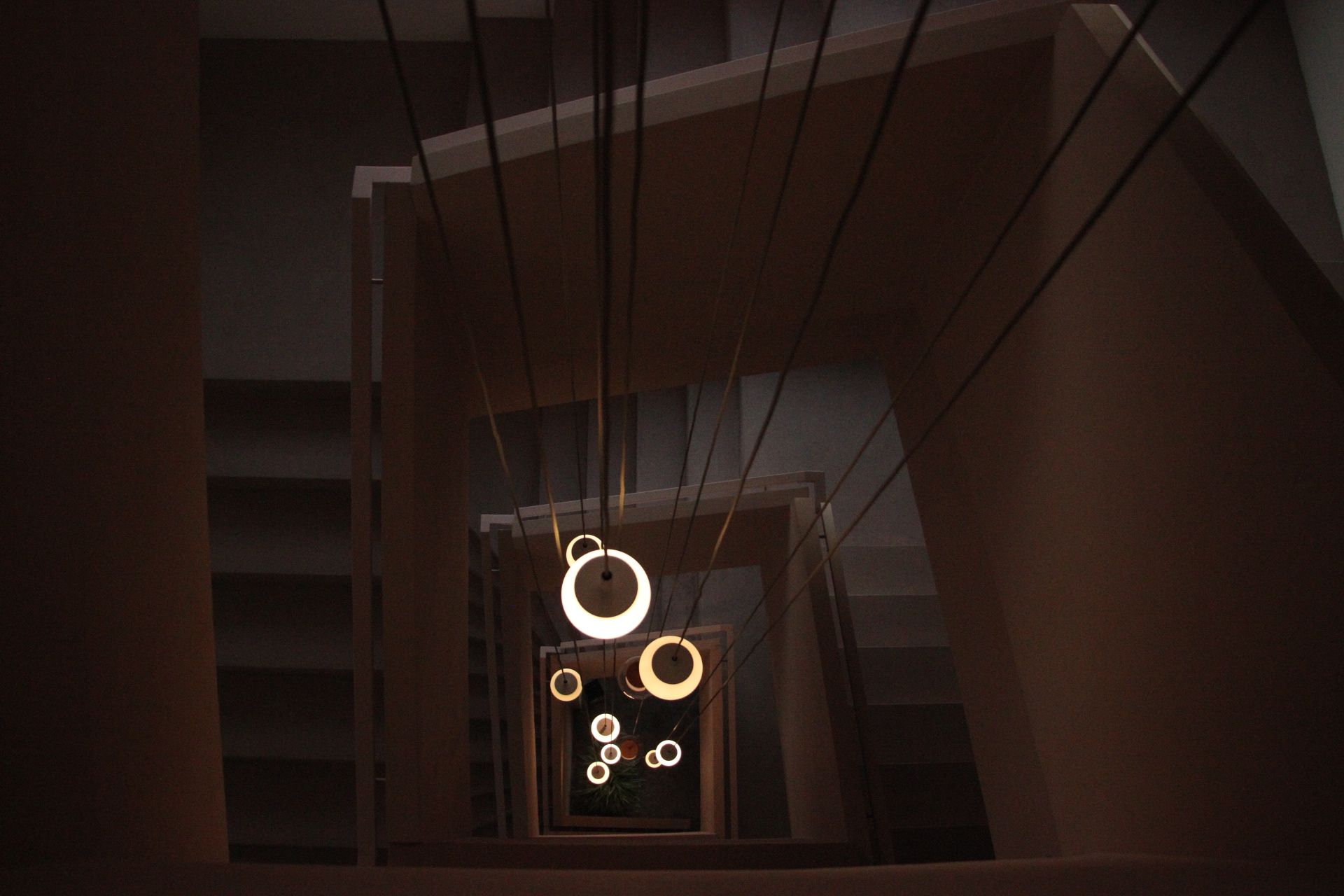
Detail schodiště
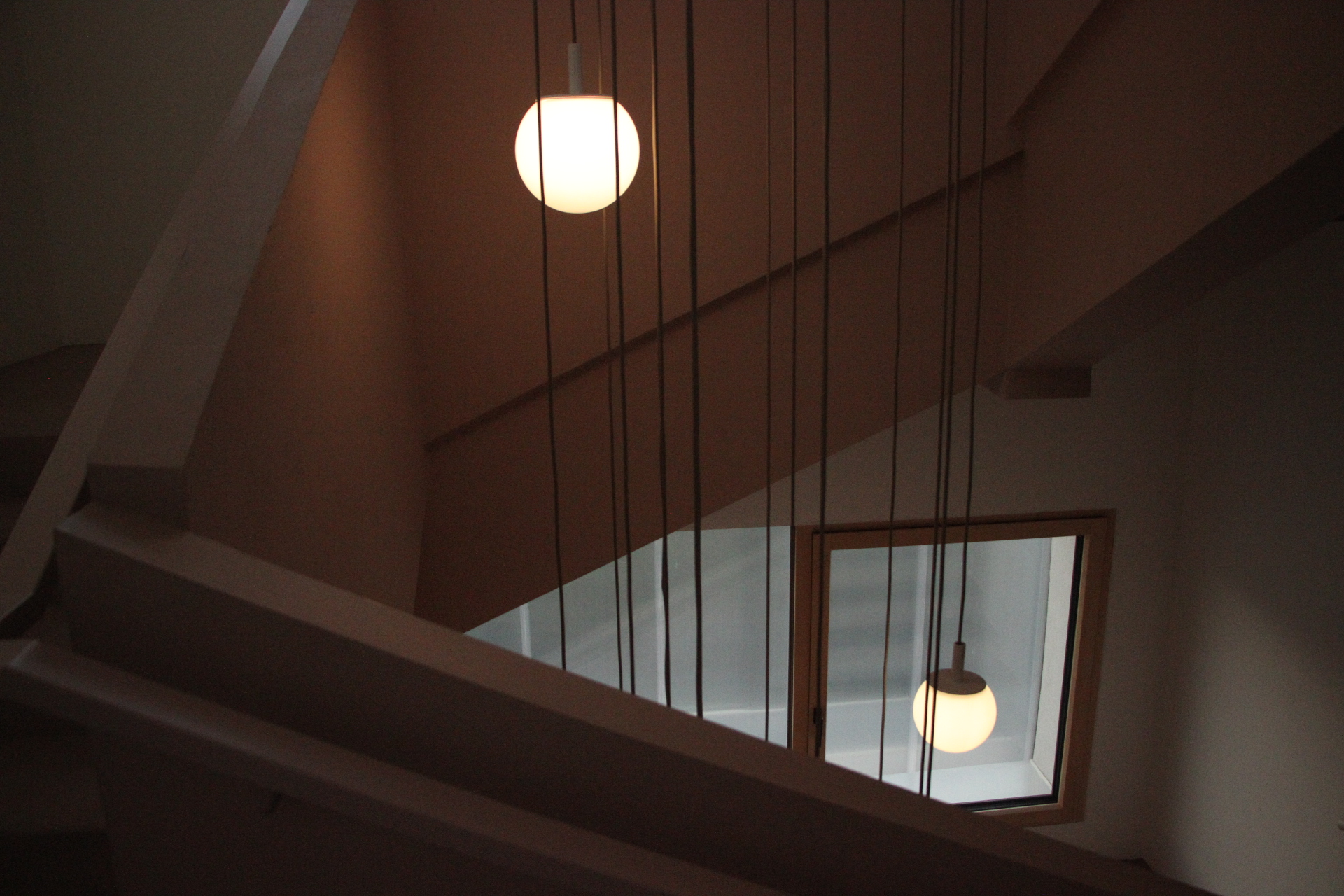
Detail schodiště 2